# 아흐메드 압둘 라힘 알 아타르 타워
아흐메드 압둘 라힘 알 아타르 타워(احمد عبدالرحیم ال اتر ٹاور)는 아랍에미리트 두바이 셰이크 자이드로드에 위치한 마천루이다.